# Chlorops pallidior
Chlorops pallidior är en tvåvingeart som beskrevs av Becker 1912. Chlorops pallidior ingår i släktet Chlorops och familjen fritflugor. Inga underarter finns listade i Catalogue of Life.